# Efferia pallidula
Efferia pallidula este o specie de muște din genul Efferia, familia Asilidae. A fost descrisă pentru prima dată de James Stewart Hine în anul 1911. Conform Catalogue of Life specia Efferia pallidula nu are subspecii cunoscute.